# Halesa festinans
Halesa festinans là một loài ruồi trong họ Tachinidae.